# Расизм в произведениях Толкина

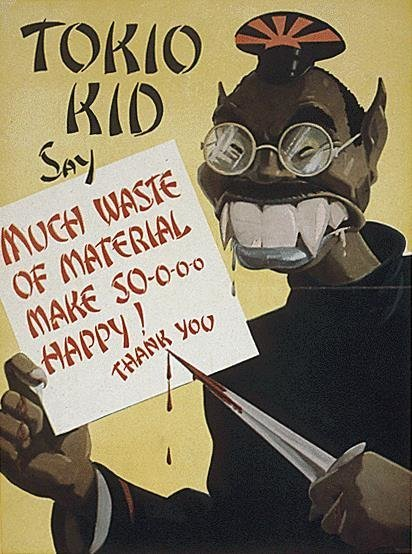
Изображение орков в фильмах Питера Джексона сравнивали с военными карикатурами на японцев (на иллюстрации — плакат американской пропаганды во время Второй мировой войны)

Произведения Дж. Р. Р. Толкина о Средиземье часто обвиняют в устаревшем отношении к расам и даже в расизме. Средиземье — место действия в вымышленной вселенной легендариума английского писателя Дж. Р. Р. Толкина. В нём разворачиваются события «Хоббита», «Властелина колец», «Сильмариллиона», «Неоконченных преданий» и других произведений Толкина. Средиземье населено различными расами: эльфами, гномами, людьми, хоббитами, орками и другими. Негативное изображение некоторых из них, в особенности, орков, рассмотрено в данной статье.
Исследователи отметили, что на Толкина влияли викторианские представления о расах и литературные традиции изображения монстров, при этом сам писатель исповедовал последовательно антирасистские взгляды как в мирное время, так и во время двух мировых войн.
В конце XIX и в начале XX века были популярными идеи евгеники и страх перед «нравственным вырождением». Некоторые критики полагали, что упоминания смешения рас во «Властелине колец» отражали взгляды Толкина на научный расизм. Другие комментаторы полагали, что описание орков у Толкина (и их изображение в фильмах Питера Джексона) походило на расистские пропагандистские карикатуры военного времени на японцев. Также критики отмечали, что в произведениях Толкина добро ассоциировалось с Западом, а зло — с Востоком. Кроме того, зло преимущественно ассоциировалось с чёрным цветом, а добро — с белым.
Сам Толкин категорически отвергал нацистские расовые теории, что подтверждается в его письме 1938 года. Во время Второй мировой войны он также не поддерживал антигерманскую пропаганду. Средиземье описывается как многокультурное и многоязычное, а атаки некоторых критиков на текст «Властелина колец» часто упускают контекст.
Помимо дискуссий в академической среде о текстах Толкина, с появлением популярных киноадаптаций произведений о Средиземье в XXI веке споры о возможном расизме проникли в популярную прессу и социальные медиа.

## Свидетельства расизма
Некоторые критики отмечают «устаревшие» взгляды Толкина на расы в его историях о Средиземье на основании описаний рас Средиземья и их отношения ко злу (основные расы Средиземья — эльфы, гномы, хоббиты, люди и орки).

### Страх перед «нравственным вырождением» из-за смешения рас
Исследователи английской литературы Уильям Н. Роджерс (англ. William N. Rogers II) и Майкл Р. Андервуд (англ. Michael R. Underwood) отметили, что в конце XIX века в западной культуре был широко распространён страх перед «нравственным вырождением» и «дегенерацией», что привело к возникновению евгеники. В книге «Две крепости» энт Древобород говорит:

Обычно всё злое, пришедшее с Великой Тьмой, не выносит солнца, а вот орки Сарумана как-то притерпелись. Интересно, что он такое сделал? Может быть, они — разрушенные люди, или он скрестил орков и людей? Это было бы чёрное дело!
Робин Ди Рид (англ. Robin D. Reid) отметил в статье в журнале Journal of Tolkien Research, что современные исследования многочисленных влияний на образ орков у Толкина фокусируются на научном расизме XIX века и критике этой концепции XX века. Исследователь из Австралии Хелен Янг (англ. Helen Young), изучавшая связи между идеями о «превосходстве белых» и медиевализмом, описала Толкина как «мост» между научным расизмом и современным фэнтези.

### Орки как демонизация врага

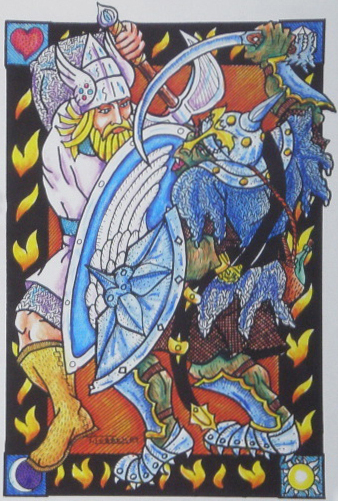
Туор сражает Отрода во время падения Гондолина, иллюстрация Лобак, Том

Орки описываются во «Властелине колец» как «чёрные» и «темнокожие». В одном из писем Толкин так описал орков:

приземистые, раздавшиеся вширь, с плоскими носами, землистой кожей, широкими пастями и раскосыми глазами: по сути дела, ухудшенные и отталкивающие разновидности самых непривлекательных (с точки зрения европейцев) монголоидных типов.
Исследователь творчества Толкина Димитра Фими (англ. Dimitra Fimi) описала упоминания о «смуглом лице» и «раскосых глазах» как вышедшие напрямую из «викторианской антропологии», которая связывала умственные качества и внешность. По мнению историка и литературного критика Сергея Алексеева, описания орков у Толкина следуют европейской средневековой традиции, в том числе Артуриане и Каролингскому циклу.
Многие критики и комментаторы отметили, что орки являются своего рода карикатурами на не-европейцев. Журналист Дейвид Ибата (англ. David Ibata) из Chicago Tribune написал, что орки в кинотрилогии Питера Джексона «Властелин колец» выглядят как «самые худшие» изображения японцев, которые во время Второй мировой войны сделали американские и британские иллюстраторы. Эксперт по английской литературе Роберт Тэлли (англ. Robert Tally) назвал орков демонизированными врагами, хотя (как он отметил) Толкин сам возражал против демонизации врага в обеих мировых войнах. Американская писательница Нора Джемисин написала, что орки являются плодом «ядовитой лозы» страха человека перед «другими».
Эндрю О’Хехир (англ. Andrew O'Hehir) описал орков как «расу недочеловеков», выведенную Морготом и/или Сауроном (хотя и не созданную ими), которые морально безнадёжны и заслуживают только смерти. Они темнокожие и узкоглазые и, хотя они обладают разумом, речью, социальной организацией и, как считает Том Шиппи, своего рода «моральной чувствительностью», они являются злыми от природы. По мнению О’Хехира, описания орков у Толкина отражают философское понятие «других», но при этом он признал, что они были продуктом его происхождения и эпохи, как и большинство наших «неизбежных предрассудков», и что Толкин «на уровне сознательного намерения» не был ни расистом, ни антисемитом, что подтверждается его письмами. В письме к сыну Кристоферу, который служил в Королевских ВВС во Второй мировой войне, Толкин писал, что «реальные» орки воевали бы за обе стороны конфликта:
Да, я считаю, что орки — создания не менее реальные, нежели любое порождение «реалистической» литературы: твои прочувствованные описания воздают этому племени должное; вот только в реальной жизни они, конечно же, воюют на обеих сторонах. Ибо «героический роман» вырос из «аллегории»; и войны его по-прежнему восходят к «внутренней войне» аллегории, где добро — на одной стороне, а всевозможные виды зла — на другой. В реальной (внешней) жизни люди принадлежат к обоим лагерям: что означает разношёрстные союзы орков, зверей, демонов, простых от природы честных людей и ангелов.
Литературный критик Дженни Тернер (англ. Jenny Turner) в журнале London Review of Books согласилась с оценкой О’Хехира, что орки по замыслу и намерению являются североевропейской «параноидной карикатурой» на расы, о которых Толкин имел лишь смутное представление.

### Изображение гномов
Толкин сравнивал гномов с евреями. В одном из интервью он подтвердил прямую связь между языком гномов (Кхуздул) и семитскими языками. В письме 1955 года он писал:
Мне «гномы» представляются сродни иудеям: чужаки в родных своих местах, говорят на местном языке, но с акцентом, свойственным их собственному наречию
Слабостью гномов была тяга к золоту и другим богатствам, ещё более усиливаемая семью гномьими кольцами. Также Толкин описывал гномов как «торговцев». Некоторые критики считают подобные характеристики стереотипом о евреях, также проводились параллели между бородами у гномов и ортодоксальных иудеев. Ввиду вышеизложенного Толкина иногда обвиняют в антисемитизме.
При этом сравнение с евреями не было для Толкина чем-то оскорбительным, даже наоборот. В отличие от однозначно «злых» орков, образ гномов у Толкина в целом положительный: «крепкий, выносливый, большей частью скрытный народ, очень трудолюбивый, долго хранящий память об обидах (но и о дружбе тоже)… Зла в их природе не было, и что бы там ни говорили, а прислужников Врага среди них можно пересчитать по пальцам».

### «Моральная география»: Запад против Востока

«Моральная география» Толкина в Третью эпоху Средиземья, согласно Джону Магуну

Вымышленный мир Толкина (Арда) состоит из нескольких континентов, включая Аман и Средиземье, разделённых Великим морем (Белегаэром). Большая часть событий, описанных в основных произведениях Толкина, происходят в Средиземье, которое состоит из множества уникальных географических зон с разным ландшафтом, климатом, населением. Наиболее полно у Толкина описан запад Средиземья, включающий такие локации как Шир (где начинается сюжет книг «Хоббит, или Туда и обратно» и «Властелин колец»), Ривенделл и Гондор, тогда как сведений о юге и востоке гораздо меньше. Некоторые исторические области, существовавшие ранее (например, Белерианд), были разрушены и затоплены к моменту событий, описанных во «Властелине колец», но они также находились на западе Средиземья, о котором сохранились обширные хроники (см. «Сильмариллион» и цикл «История Средиземья»). Сведения о южных (Харад) и восточных областях Средиземья (Рун) очень малочисленны.
Джон Магун (англ. John Magoun) написал в «Энциклопедии Дж. Р. Р. Толкина» (англ. The J. R. R. Tolkien Encyclopedia), что Средиземье имеет вполне явную «моральную географию». Народы Средиземья варьируются от хоббитов Шира на северо-западе до злых «истерлингов» на востоке и «имперской изощрённости и упадка» на юге. По мнению Магуна, Гондор одновременно «добродетельный» как запад и «имеет проблемы» как юг; Мордор (в переводе с синдарина — «чёрная страна») на юго-востоке — «адское» место, а Харад на дальнем юге регрессирует в «горячее одичание».
Обвинения к предвзятому отношению к северу и югу были отвергнуты самим Толкином в письме 1967 года:
Оден утверждал, что для меня «Север — это священное направление». Это неправда. Северо-западу Европы, где довелось жить мне (и большинству моих предков), принадлежит моя любовь — ведь всякий человек привязан к своему дому. Я люблю его атмосферу, я знаю больше о его истории и языках, нежели о любых других частях света; но ничего «священного» в этой области нет, и ею мои привязанности не исчерпываются. Так, например, я питаю особую любовь к латыни, а среди происходящих от неё языков — к испанскому. В отношении моей истории это и впрямь неправда; достаточно лишь прочесть краткое содержание, чтобы это понять. На Севере [Средиземья] высились крепости Дьявола [Мелькора].

## Толкин и фашизм
В Италии некоторые группы, включая итальянские фашистские организации, считают «Властелин колец» фашистским произведением и используют книгу для вербовки новых членов. По данным итальянского сайта Caltanet, правая партия «Национальный альянс» использовала изображение из фильма «Братство кольца» для продвижения речи своего лидера Джанфранко Фини. Праворадикальная Британская национальная партия объявила роман «Властелин колец» «обязательным к прочтению».
Сам Толкин не имел отношения к фашизму; в письме к сыну Кристоферу в 1943 году он писал: «Мои политические убеждения всё больше и больше склоняются к анархии (в философском смысле — разумея отмену контроля, а не усатых заговорщиков с бомбами) или к „неконституционной“ монархии».

## Свидетельства антирасизма
Исследователи отмечали, что Толкин был антирасистом и активно спорил с «расистскими» теориями, а также отказывался признавать принадлежность к «арийской расе», и выступал против нацизма, назвав Адольфа Гитлера «румяным маленьким невеждой», а также критиковал антигерманскую пропаганду в Великобритании в военное время.
Так, в 1938 году представители издателя немецкого перевода книги «Хоббит, или Туда и обратно» Rütten & Loening из Потсдама написали письмо Толкину, в котором спросили, является ли он чистокровным «арийцем». Толкин спросил Стэнли Ануина, издателя своих книг в Великобритании:
Хотелось бы знать, отчего такая немилость: то ли из-за моей немецкой фамилии, то ли их идиотские законы предписывают требовать сертификат на «арийское» происхождение от любого жителя любой страны?
Толкин написал два черновика письма в адрес Rütten & Loening, из которых сохранилось только одно. Биограф Толкина Хамфри Карпентер предположил, что Стэнли Ануин отправил другое в Rütten & Loening. В сохранившимся черновике письма написано:
К моему прискорбию, мне не совсем ясно, что вы подразумеваете под словом arisch. Я — не арийского происхождения; то есть не индоиранского: насколько я знаю, никто из моих предков не говорил на хиндустани, персидском, цыганском или родственных им диалектах. Но если ваш вопрос на самом деле подразумевает, нет ли во мне еврейской крови, могу лишь ответить, что, к превеликому моему сожалению, кажется, среди моих предков представителей этого одарённого народа не числится.
Кроме того, Толкин выражал антирасистские взгляды в ходе Второй мировой войны. В то же время он негативно реагировал на проявления антигерманской пропаганды в ходе войны. В письме 1944 года своему сыну Кристоферу он писал:
...грустно видеть, как наша [британская] пресса раболепствует и пресмыкается, прямо как Геббельс в его лучшие времена, вопя, что, дескать, любой немецкий командующий, который ещё держится в этой отчаянной ситуации (при том, что это сопротивление со всей отчётливостью идёт на пользу военным нуждам его стороны), — не иначе как пьяница и одураченный фанатик... Вот в местной [оксфордской] газете была основательная такая статья, которая на полном серьёзе призывала к последовательному уничтожению всей германской нации: дескать, после военной победы иной образ действий просто немыслим; потому что, изволите ли видеть, немцы — они что гремучие змеи, и в упор не видят разницы между добром и злом! (А как насчёт автора?) Немцы столь же вправе объявлять поляков и евреев подлежащими уничтожению паразитами и недочеловеками, как мы — выбирать для этой цели немцев; иначе говоря, ни малейшего права у нас на это нет, что бы они ни натворили.
Во время Второй мировой войны сын Толкина Кристофер проходил службу в Южной Африке и выразил свою озабоченность тем, как с чернокожими обращаются белые. Его отец выразил осуждение этому явлению, признав, что «прекрасно знаком» с ним ещё по детским воспоминаниям и рассказам своей матери.

### Поликультурное Средиземье
По мнению исследователя Толкина из Германии Сандры Баллиф Штраубхар (нем. Sandra Ballif Straubhaar), поликультурный и многоязыковой мир является «абсолютно центральным» для Средиземья, и читатели и зрители фильмов могут легко в этом убедиться.
Исследователь Толкина Джаред Лобделл (англ. Jared Lobdell) отрицал любые проявления расизма, явно или тайно заложенные в произведения Толкина, а также задавался вопросом, есть ли вообще способ написать эпическое фэнтези о борьбе против «злого духа» и его «чудовищных слуг» без спекуляций о расистском подтексте.
Штраубхар писала, что частые обвинения в популярных СМИ о расизме в произведениях Толкина являются «интересными». Она процитировала шведского культуролога Давида Тьедера (швед. David Tjeder), который охарактеризовал мнение Голлума о людях из Харада («Очень страшные люди, очень свирепые. Такие же, как орки») в газете Aftonbladet как «стереотипное» и отражающее «колониальные взгляды». По мнению Штраубхар, абсурдно считать оценку Голлума мнением самого Толкина. В противовес словам Голлума она приводит цитату Сэма Гэмджи, который видел убитого воина из Харада:
Хорошо хоть лица убитого не видно. Ему захотелось узнать, как зовут этого человека, откуда он родом, был ли он на самом деле злым и жестоким и какими угрозами или какой ложью его завлекли умирать так далеко от дома, и не лучше ли было ему прийти сюда с миром.
Димитра Фими, комментируя ту же сцену, заметила, что Толкин не стремится демонизировать врага или дегуманизировать образ «другого».
Штраубхар процитировала исследователя английской литературы Стивена Шапиро, который в колонке для газеты The Scotsman написал:
Проще говоря, хорошие парни Толкина — белые, а плохие — чёрные, с раскосыми глазами, непривлекательные, невразумительные и психологически недоразвитые.
Штраубхар согласилась, что Шапиро мог быть прав относительно «раскосых глаз», однако заметила, что подобные описания во «Властелине колец» были гораздо более «мягкими» со сравнению с произведениями других писателей — современников Толкина, например, Джона Бакена. Также она отметила, что Толкин был «в ужасе» от того, что некоторые люди пытались отнести его истории о Средиземье к современным событиям. Она написала, что Тьедер не заметил «последовательных усилий» Толкина по изменению западноевропейской парадигмы, согласно которой носители «высших» языков обладают неким «этническим превосходством».
Патрик Карри (англ. Patrick Curry), Кристин Чизм (англ. Christine Chism) и другие исследователи отметили, что обличители Толкина в расизме часто игнорируют примеры из текста, противоречащие их позиции. Критики «расизма» также часто ссылаются на изображения рас в киноадаптациях, а не в самих текстах Толкина, и игнорируют отсутствие свидетельств о расистских взглядах или поступках самого автора.

### Необходимые метафоры
Журналист Эд Пауэр (англ. Ed Power) в колонке для газеты The Daily Telegraph написал, что орки являются «метафорическим воплощением» зла, как и имперские штурмовики в «Звёздных войнах», но никто не обвиняет Джорджа Лукаса в расизме. Пауэр отметил, что Толкин пытался создать английскую мифологию, а это требовало создания персонажей, олицетворяющих либо добро, либо зло.

## На пути к сбалансированному взгляду

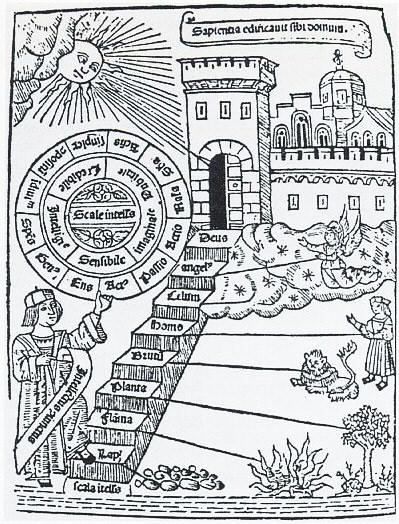
Димитра Фими отметила, что Средиземье предполагает строгую иерархию подобно средневековой великой цепи бытия (на изображении — «Лестница подъёма и спуска разума» Раймунда Луллия, 1305 год)

Некоторые исследователи предприняли попытки найти сбалансированный подход к вопросу о расизме в произведениях Толкина. Профессор английского языка и литературы Андерсон Ририк III (англ. Anderson Rearick III) признал, что во «Властелине колец» тьма и чёрный цвет ассоциируются с орками и Тёмным властелином Сауроном, а орки являются по сути «расходным материалом», но при этом перечислил множество аргументов, почему Толкина нельзя обвинять в расизме. Он процитировал наблюдения Стюарда Дженсена (англ. Steuard Jensen) о том, что у Толкина есть «персонажи со светлой кожей, которые творили зло», включая Боромира, Денетора, Сарумана, Голлума и Гриму Гнилоуста. Он отметил, что связь между тьмой и злом не является изобретением Толкина, а взята из Библии, где говорится о «долине смертной тени» и «вы все сыны света и дня». «Неисправимые» орки, как он отметил, восходят к древнеанглийским словарям, где латинское Orcus (Плутон, правитель царства мёртвых) обозначается как «орк, великан или дьявол ада». Ририк заключил, что расизм является философией силы, тогда как «Властелин колец» демонстрирует христианское отречение от власти; Фродо жертвует всем для того, чтобы выполнить свою миссию, подобно Христу. По мнению Ририка, ничто не противоречит расистским установкам больше, чем хоббит в роли главного героя.
Димитра Фими, автор академических исследований по Толкину, отметила, что после многих лет «жарких» популярных и научных дебатов на тему того, был ли Толкин расистом, можно дать такой ответ: и да, и нет. Мир Толкина иерархичен подобно средневековой великой цепи бытия. Наверху — абсолютный Бог, затем Валар, Майар, эльфы, гномы, люди и, в самом низу, орки. По мнению Фими, это имеет смысл с точки зрения теологии и мифологии в произведениях вроде «Сильмариллиона», но в романе вроде «Властелина колец» нужны были более сбалансированные персонажи, а не просто символы добра и зла.
Фими также заметила, что Толкин «агонизировал» по поводу происхождения орков. Если бы они являлись извращёнными эльфами или людьми, это подтвердило бы версию, что Моргот мог лишь искажать, а не создавать. Однако эльфы и люди обладали свободной волей, и, если они совершали зло, впоследствии они должны иметь возможность получить искупление. Исследователь отметила, что писатель Джордж Макдональд создал расу злых гоблинов, что стало столь же «неудобным» продуктом опасений XIX века по поводу рас и «эволюционного вырождения». При этом «Властелин колец» был написан в соответствии с традицией; орки у Толкина соответствуют традиции гоблинов Макдональда и традиции монстров в «Беовульфе». Фими заключила, что расовые предрассудки Толкина действительно проявляются в Средиземье, но «неявно», тогда как его ценности — дружба, братство, альтруизм, смелость и так далее — проявляются «явно», что создаёт сложный и более интересный мир. По её мнению, сложности подобного рода заставляют людей каждого нового поколения читать «Властелин колец» и по-новому его переосмыслять.

## Изображение рас в кинематографических и телевизионных адаптациях

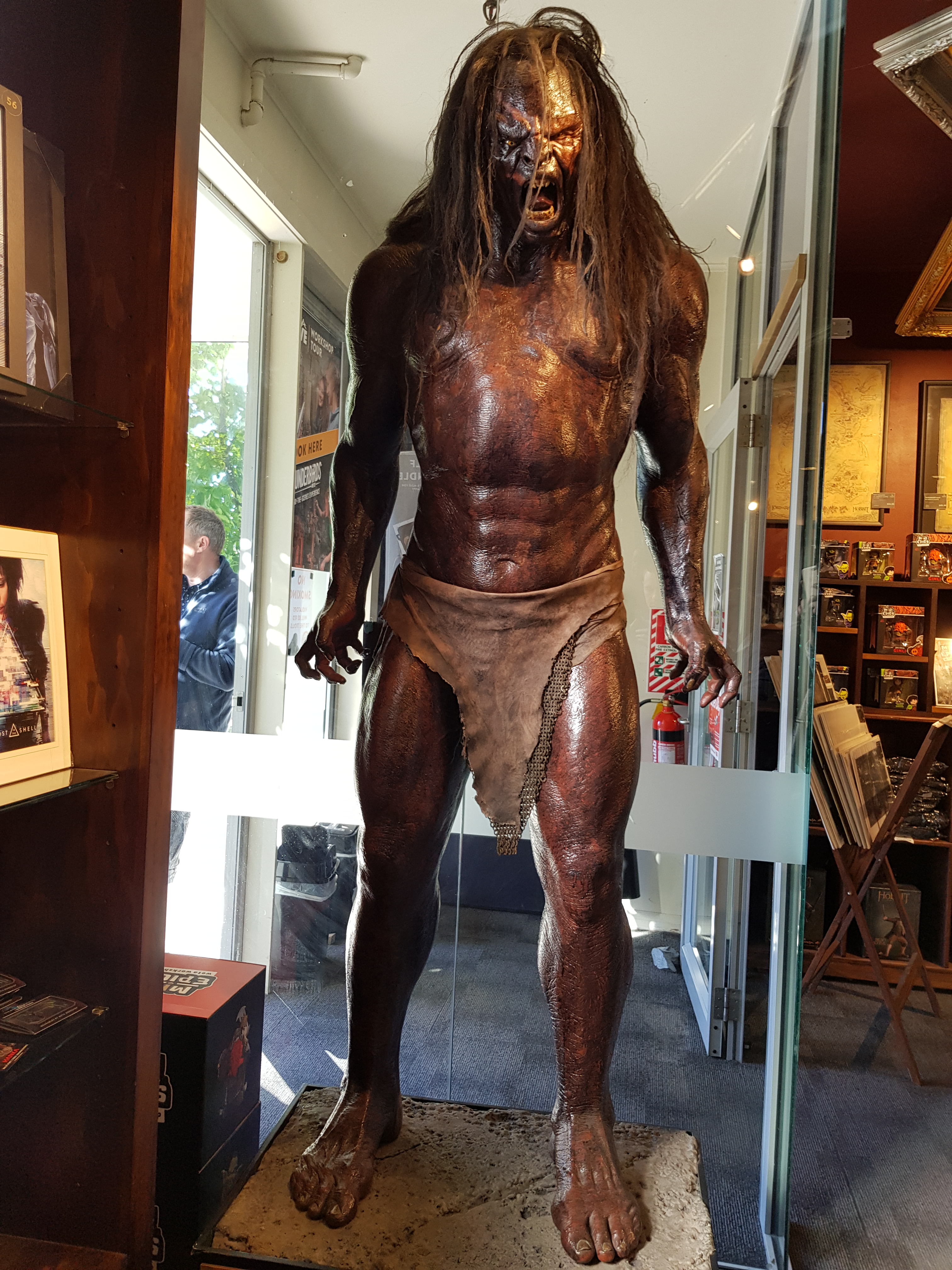
Полноразмерная фигура Лурца, предводителя урук-хай в Веллингтоне

Некоторые обозреватели подвергли критике изображение орков и других рас в кинотрилогии Питера Джексона «Властелин колец», причём критике подверглось именно соответствие первоисточнику. Так, Дейвид Ибата писал в январе 2003 года:
К счастью для поклонников Дж. Р. Р. Толкина, режиссёр Питер Джексон остался верен художественному видению в «Братстве кольца», первом фильме трилогии «Властелин колец». К несчастью, в фильме «Две крепости» Джексон также может отразить расовый взгляд на мир... Годами исследователи Толкина вели борьбу на два фронта: против академического истеблишмента, который по большей части отказывался серьёзно относиться к работам этого автора, и против сторонников превосходства белой расы, которые пытались объявить профессора своим.
В 2011 году стало известно, что директор по кастингу актёров для кинотрилогии «Хоббит» был уволен за отказ женщине пакистанского происхождения, у которой была «слишком тёмная» кожа для роли хоббита. В объявлениях о кастинге участников массовых сцен в Новой Зеландии также было сказано, что ищутся люди со «светлыми оттенками» кожи. Режиссёр Питер Джексон дистанцировался от скандала, заявив, что никаких требований к актёрам по цвету кожи он не предъявлял. Ситуация вызвала дискуссии у популярных блогеров, один из которых обвинил Джексона в том, что тот снял три фильма «Властелин колец» без единого «чёрного» актёра. Другой отметил, что «Средиземье и его истории основаны на англосаксонской, кельтской и скандинавской мифологии, где все [персонажи] были белой расы».
Широкая дискуссия в СМИ, блогах и социальных сетях началась в связи с анонсом телесериала «Властелин колец: Кольца власти» от Amazon Prime Video, в котором шоураннеры решили отойти от расовых «стереотипов» предыдущих экранизаций. После выхода промо-постеров телесериала представители творческого коллектива Amazon сообщили, что публикации с темнокожими актёрами вызвали «атаки анонимных троллей» в социальных сетях. По этому поводу они заявили, что «мультикультурный» состав актёров в телевизионной адаптации «отражает то, как мир на самом деле выглядит»: «Толкин для всех. Его истории о том, как выдуманные расы лучше всего справляются, когда покидают изоляцию своих культур и работают вместе». Выход первого трейлера сериала от Amazon сопровождался флеш-мобом, в котором пользователи оставляли под видеороликом якобы цитату Толкина «Зло не может создать ничего нового, оно может только испортить и разрушить то, что изобрели или создали добрые силы» на разных языках, в том числе на русском (на самом деле цитата звучит иначе, хотя смысл в целом тот же). Часть обозревателей и поклонников Толкина поддержала «мультикультурный» актёрский состав и вслед за Amazon обвинила критиков в расизме. Так, по мнению Бена Следжа из The Gamer, сторонники идеи о том, что «цветные» актёры должны играть роли исключительно орков или истерлингов, способствуют (преднамеренно или нет) увековечиванию стереотипов из текста «Властелина колец», согласно которым «цветные люди» представляют «зло» или «другое». Часть обозревателей и поклонников скептически отнеслась к опубликованным постерам и трейлеру, акцентируя критику не на цвете кожи актёров, а на избыточном количестве компьютерной графики сомнительного качества и несоответствии текстам Толкина (например, современные причёски у эльфов и отсутствие бороды у женщины-гнома).

### Комментарии
1. ↑  Ридик цитировал статью Jensen, Steuard. Meta-FAQ: 7. Was Tolkien racist? Were his works? (англ.) (1999). Архивировано 30 июня 2012 года.

#### Вторичные источники
1. 1 2 3 4  Ibata, David. 'Lord' of racism? Critics view trilogy as discriminatory (англ.). The Chicago Tribune (12 января 2003). Дата обращения: 18 февраля 2022. Архивировано 8 марта 2021 года.
2. 1 2 3  Yatt, John. Wraiths and Race (англ.). The Guardian (2 декабря 2002). Архивировано 26 августа 2013 года.
3. 1 2  Bhatia, Shyam. The Lord of the Rings rooted in racism (англ.). Rediff India Abroad (8 января 2003). Архивировано 3 ноября 2010 года.
4. 1 2 3 4 5 6  Straubhaar, 2004, pp. 101—117.
5. 1 2  Shapiro, Stephen. Lord of the Rings labelled racist (англ.). The Scotsman (14 декабря 2002). Дата обращения: 18 февраля 2022. Архивировано 31 января 2020 года.
6. ↑  Is Lord of the Rings Prejudiced Against Orcs? (англ.). Wired (24 ноября 2018). Дата обращения: 18 февраля 2022. Архивировано 18 февраля 2022 года.
7. ↑  Humphries, Will. Orcs in The Lord of the Rings ‘show Tolkien was racist’ (англ.). The Times (27 ноября 2019). Дата обращения: 18 февраля 2022. Архивировано 18 февраля 2022 года.
8. 1 2 3 4 5 6 7 8 9 10  Fimi, Dimitra. Was Tolkien really racist? (англ.). The Conversation. Дата обращения: 18 февраля 2022. Архивировано 18 февраля 2022 года.
9. 1 2  Rogers, Underwood, 2000, pp. 121—132.
10. 1 2  Reid, Robin (2021-02-11). Making or Creating Orcs: How Thorinsmut's Free Orcs AU Writes Back to Tolkien. Journal of Tolkien Research. 11 (2). article 3. Архивировано 8 марта 2022. Дата обращения: 18 февраля 2022.
11. 1 2  Perry, David M. How Can We Untangle White Supremacy From Medieval Studies? (англ.). Pacific Standard. Дата обращения: 18 февраля 2022. Архивировано 18 апреля 2022 года.
12. 1 2 3 4 5 6  Magoun, John F. G. (2006). South, The. In Drout, Michael D. C. (ed.). J.R.R. Tolkien Encyclopedia. Routledge. pp. 622–623. ISBN 1-135-88034-4.
13. ↑  Warmbrunn, Christina. Dear Tolkien Fans: Black People Exist (англ.). The Public Medievalist (24 сентября 2020). Дата обращения: 18 февраля 2022. Архивировано 18 февраля 2022 года.
14. 1 2 3 4 5 6 7  Rearick, Anderson (2004). Why is the Only Good Orc a Dead Orc? The Dark Face of Racism Examined in Tolkien's World. Modern Fiction Studies. 50 (4): 866–867. doi:10.1353/mfs.2005.0008. JSTOR 26286382.
15. 1 2 3  Curry, 2004, pp. 30—33
16. 1 2  Chism, Christine. J.R.R. Tolkien Encyclopedia. — 2013. — P. 555—556.
17. 1 2  Chism, Christine. J.R.R. Tolkien Encyclopedia. — 2007.
18. ↑  Straubhaar, 2004, p. 113.
19. ↑  Алексеев, 2013, с. 194—195.
20. ↑  Tally, Robert (2019). Demonizing the Enemy, Literally: Tolkien, Orcs, and the Sense of the World Wars. Humanities. 8 (1): 54. doi:10.3390/h8010054. ISSN 2076-0787.{{cite journal}}:  Википедия:Обслуживание CS1 (не помеченный открытым DOI) (ссылка)
21. 1 2 3  O'Hehir, Andrew. A curiously very great book (англ.). Salon.com (6 июня 2001). Дата обращения: 18 февраля 2022. Архивировано 16 января 2022 года.
22. ↑  Turner, Jenny (2001-11-15). Reasons for Liking Tolkien. London Review of Books. 23 (22). Архивировано 14 ноября 2021. Дата обращения: 18 февраля 2022.
23. ↑  J.R.R. Tolkien interviewed by Denys Gueroult for BBC in 1964 (released 1971) (англ.). YouTube. Дата обращения: 18 февраля 2022. Архивировано 18 февраля 2022 года.
24. ↑  Brackmann, Rebecca. "Dwarves are Not Heroes": Antisemitism and the Dwarves in J.R.R. Tolkien's Writing. Mythlore: A Journal of J.R.R. Tolkien, C.S. Lewis, Charles Williams, and Mythopoeic Literature. 28 (3). Архивировано 18 февраля 2022. Дата обращения: 18 февраля 2022.
25. 1 2  Sledge, Ben. The Lord Of The Rings: The Rings Of Power Has People Of Colour, Get Over It (англ.). The Gamer (12 февраля 2022). Дата обращения: 18 февраля 2022. Архивировано 18 февраля 2022 года.
26. ↑  Толкин, Дж. Р. Р. Устроение Средиземья. — HarperCollins, 2002. — ISBN 0-261-10218-4.
27. ↑  After the Third Age (англ.). John J. Reilly (2002). Архивировано 2 марта 2008 года.
28. ↑  Tolkien used as political football in Italy (англ.). TheOneRing.net (27 сентября 2001). Дата обращения: 18 февраля 2022. Архивировано 13 июня 2021 года.
29. ↑  Did Tolkien have a racist message? (англ.). The Times (22 ноября 2002). Дата обращения: 18 февраля 2022. Архивировано 18 февраля 2022 года.
30. 1 2  Power, Ed. JRR Tolkien's orcs are no more racist than George Lucas's Stormtroopers (англ.). The Daily Telegraph (27 ноября 2018). Дата обращения: 18 февраля 2022. Архивировано 27 января 2021 года.
31. ↑  Lobdell, 2004, p. 116.
32. ↑  Fimi, 2009, p. 1.
33. ↑  Fimi, Dimitra. Revisiting Race in Tolkien's Legendarium: Constructing Cultures and Ideologies in an Imaginary World (lecture) (англ.). Dimitra Fimi (2012). Дата обращения: 18 февраля 2022. Архивировано 18 февраля 2022 года.
34. ↑  Seah, Naomii. Why we shouldn’t glorify Lord of the Rings (англ.). The Spinoff (9 декабря 2021). Дата обращения: 18 февраля 2022. Архивировано 18 февраля 2022 года.
35. ↑  Hudson, John. In Middle Earth, Must All Hobbits Be White? (англ.). The Atlantic (30 ноября 2010). Дата обращения: 18 февраля 2022. Архивировано 18 февраля 2022 года.
36. ↑  Thielman, Sam. ‘The history of fantasy is racialized’: Lord of the Rings series sparks debate over race (англ.). The Guardian (20 февраля 2022). Дата обращения: 21 февраля 2022. Архивировано 21 февраля 2022 года.
37. ↑  Breznican, Anthony. Amazon’s Lord of the Rings Series Rises: Inside The Rings of Power (англ.). Vanity Fair (10 февраля 2022). Дата обращения: 18 февраля 2022. Архивировано 10 февраля 2022 года.
38. ↑  Selcke, Dan. Fans spam The Rings of Power trailer with incorrect J.R.R. Tolkien quote (англ.). Winter Is Coming (15 февраля 2022). Дата обращения: 18 февраля 2022. Архивировано 18 февраля 2022 года.
39. ↑  В комментариях к тизеру сериала «Властелин колец» устроили флэшмоб. С неверной цитатой Толкина. Мир фантастики (14 февраля 2022). Дата обращения: 18 февраля 2022. Архивировано 18 февраля 2022 года.
40. ↑  Earl. “The Rings of Power” and the Issue of Race (англ.). TheOneRing.Net (17 февраля 2022). Дата обращения: 18 февраля 2022. Архивировано 18 февраля 2022 года.
41. ↑  Butler, Jack. Thoughts on The Lord of the Rings: The Rings of Power Super Bowl Trailer (англ.). National Review (14 февраля 2022). Архивировано 15 февраля 2022 года.
42. ↑  Perry, Kevin E G. For a billion dollar show, why does the new Lord of the Rings trailer look so cheap? (англ.). The Independent (15 февраля 2022). Дата обращения: 18 февраля 2022. Архивировано 18 февраля 2022 года.
43. ↑  Di Placido, Dani. Tolkien Fans Are Underwhelmed By Amazon’s ‘The Lord Of The Rings: The Rings Of Power’ Trailer (англ.). Forbes (15 февраля 2022). Дата обращения: 18 февраля 2022. Архивировано 16 февраля 2022 года.
44. ↑  Cameron, Charles. Why LOTR Fans Are Spamming The Rings Of Power Trailer & What The Quote Means (англ.). Screen Rant (15 февраля 2022). Дата обращения: 18 февраля 2022. Архивировано 16 февраля 2022 года.

#### Первичные источники
1. 1 2 3 4 5 6  Carpenter, 2000, Письмо 29 к Стэнли Ануину; Письмо 30 в «Рюттен унд Лёнинг», оба письма датированы 25 июля 1938 года (здесь и далее цитаты из «Писем» даны в переводе С. Лихачёвой).
2. 1 2  Tolkien, 1954. «Две крепости», «Властелин колец» книга 3, глава 4 «Древобород».
3. ↑  Tolkien, 1955. «Возвращение короля», книга 2, глава 5 «Мост Кхазад-дум».
4. ↑  Tolkien, 1955. «Возвращение короля», книга 6, глава 2 «Земля тени».
5. 1 2  Carpenter, 2000, Письмо 210 к Форресту Дж. Акерману, июнь 1958 года.
6. 1 2  Carpenter, 2000, Письмо 71 к Кристоферу Толкину, 25 мая 1944 года.
7. 1 2  Carpenter, 2000, Письмо 176 к Наоми Митчинсон, 8 декабря 1955 года.
8. ↑  Tolkien, 1977. «Сильмариллион», «О Кольцах власти и Третьей эпохе».
9. ↑  Carpenter, 2000, Письмо 154 к Наоми Митчинсон, 25 сентября 1954 года.
10. ↑  Tolkien, 1955. «Возвращение короля», Приложение F «Народы и языки Третьей эпохи».
11. 1 2  Carpenter, 2000, Письмо 294 к Шарлотте и Денису Плиммерам, 8 февраля 1967 года.
12. ↑  Carpenter, 2000, Письмо 52 к Кристоферу Толкину, 29 ноября 1943 года..
13. ↑  Carpenter, 2000, Письмо 45 к Майклу Толкину, 9 июня 1941 года
14. 1 2 3  Carpenter, 2000, Письмо 81 к Кристоферу Толкину, 23—25 сентября 1944 года.
15. ↑  Carpenter, 2000, Письмо 61 к Кристоферу Толкину, 19 апреля 1944 года.
16. ↑  Tolkien, 1954. «Две крепости», книга 4, глава 3 «Чёрные врата закрыты».
17. ↑  Tolkien, 1954. «Две крепости», книга 4, глава 4 «О кролике, тушёном с травами».